# Marettimo
Marettimo er en af de tre øer i den italienske øgruppe Ægadiske Øer, beliggende vest for Sicilien. Øen har et areal på ca. 12 km², og er dermed den næststørste af øerne. Indbyggertallet er ca. 700, der alle bor i øens eneste by, der ligger midt på østkysten. Det højeste punkt er Monte Falcone, 686 m.o.h. Der er færgeforbindelse til Trapani på Sicilien og til de to andre øer i øgruppen, Favignana og Levanzo.
Øen har været beboet fra fønikisk tid, og på øen findes rester af en bebyggelse fra romersk tid. Man kan også se resterne af en lille kirke fra den tidligste kristne tid. På øens nordøstligste punkt, Punta Troia, står stadig en borg, der blev opført af normannerne i 1140 på resterne af en borg, der oprindeligt var opført af araberne. Før Italiens samling i 1860 blev borgen bl.a. brugt som fængsel for modstandere af styret under kongen af Napoli.
Øen er bjergrig og rejser sig flere steder stejlt op fra havet, og der er langs havet flere klippehuler. Fra det højeste bjerg, Monte Falcone, er der en flot udsigt over hele øen og naboøerne. På den vestlige side af øen ved Punta Libeccio findes et fyrtårn, ellers findes al bebyggelse, der stadig anvendes, omkring byen. Den eneste vej på øen fører fra byen til fyret; men der er mange stier på øen, der gør det muligt at komme rundt på øen, f.eks. til normannerborgen ved Punta Troia eller op på Monte Falcone.
37°58′N 12°04′Ø / 37.97°N 12.07°Ø